# Nick Sikkuark
Nick Sikkuark (Inuktitut: ᓂᑯᓚ ᓯᑯᐊ) est un artiste inuk, né le 21 mai 1943 à Garry Lake (en) et mort le 19 décembre 2013 à Kugaaruk, au Nunavut,.

## Biographie
Né à Garry Lake (en) (qui faisait alors partie du Keewatin) de parents inuits netsilik, Nick Sikkuark devient orphelin à l'âge de neuf ans. Il est ensuite recueilli par les pères oblats. Jeune homme, il étudie au séminaire à Winnipeg et à Ottawa avant de s'établir à Kugaaruk, au Nunavut (alors appelé Pelly Bay). C'est en 1976, après un voyage à Montréal pour les Jeux olympiques, qu'il commence à travailler comme artiste à temps plein, réalisant des sculptures qui font appel à son imagination ou reflètent ses rêves. En 2001 ou 2002, à cause de problèmes pulmonaires, il commence à dessiner et à peindre. Bien qu'il soit catholique, ses dessins et peintures représentent également des esprits et des légendes,.

## Œuvre
Son travail a été décrit comme étant une « foisonnante imagerie de paysages arctiques, personnes et animaux, chamans et esprits [...] sous-tendue par des éléments en apparence antinomiques – le naturel et le surnaturel, la joie et la tristesse, l’humour et l’horreur – qui, on ne sait comment, se côtoient sans effort ».
Artiste autodidacte, ses œuvres sont principalement exécutées avec des os de baleine, du bois de caribou et de l'ivoire de morse, et se caractérisent par « un esprit drôle et macabre ». Il produit aussi une importante œuvre graphique, avec des dessins au crayon, au graphite et des peintures à l'huile. Il réalise également des livres illustrés pour enfants à la suite d'une commande du ministère de l'Éducation des Territoires du Nord-Ouest,.
Dans les années 1960, à temps perdu, il réalise des petites sculptures et des représentations d'animaux. Dans les années 1970, il commence à utiliser des matériaux organiques qui définissent sa pratique. Dès les années 1980, alors qu'il est artiste professionnel, il oriente sa production vers des animaux métamorphes et des représentations chamaniques. Au début des années 2000, à la suite de problèmes de santé, il oriente sa pratique uniquement vers le dessin, en utilisant toujours son imaginaire caractéristique.
En 2023-2024, le Musée des beaux-arts du Canada lui consacre une rétrospective intitulée Nick Sikkuark : Humour et horreur ᓂᑯᓚ ᓯᑯᐊ. ᐃᒡᓚᕐᓇᖅᑐᑦ ᐊᒻᒪ ᑲᑉᐱᐊᓇᖅᑐᑦ  qui présente plus de 100 œuvres.
Son travail fait partie, entre autres, des collections permanentes du Musée des beaux-arts du Canada, du Musée national des beaux-arts du Québec, de la Winnipeg Art Gallery et du Musée des beaux-arts de Montréal.

## Lectures complémentaires
- (fr + en + ike) Musée des beaux-arts du Canada, Nick Sikkuark. Humour et horreur, Ottawa, MBAC, 2023, 304 p. (ISBN 978-0-88884-968-7)
- (en) Robert Kardosh, The Art of Nick Sikkuark: Sculpture and Drawings, Vancouver, Marion Scott Gallery, 2003 (ISBN 0-921634-38-2)